# Gouvernement Manmohan Singh II
République d'Inde
Manmohan Singh I Modi
Le second gouvernement Manmohan Singh a été formé après les élections législatives indiennes de 2009 et est resté en fonction jusqu'en 2014.

## Composition

### Ministres du Cabinet
| Ministère | Nom                             | Circonscription   | Parti | Parti   |
| --- | ------------------------------- | ----------------- | ----- | ------- |

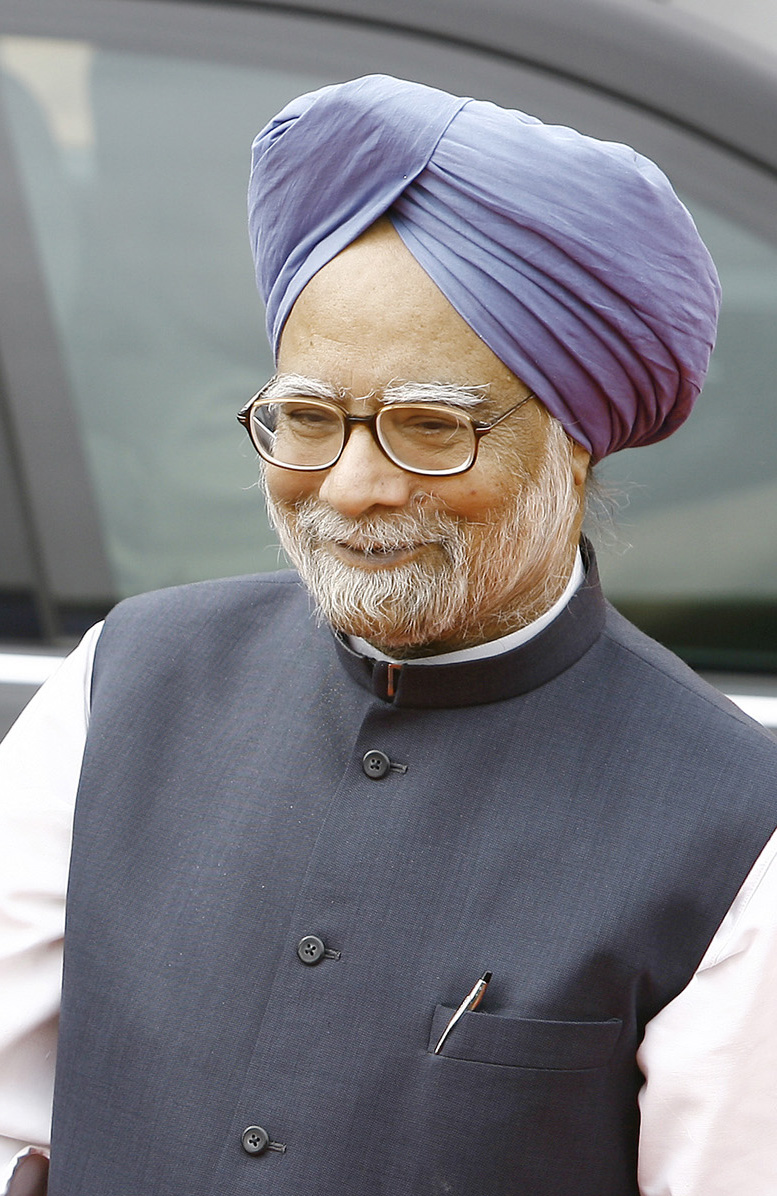
Le Premier ministre de l'Inde, Manmohan Singh a formé son second Conseil de ministres en 2009

| Premier ministre, également chargé de - Département de l'Énergie atomique - Ministère du Personnel, des Plaintes publiques et des Pensions - Commission du Plan - Département de l'Espace | Manmohan Singh                  | Assam             |       | Congrès |
| Ministre de l'Agriculture Ministre des Industries alimentaires | Sharad Pawar                    | Madha             |       | NCP     |
| Ministre de la Chimie et des Engrais | M. K. Alagiri                   | Madurai           |       | DMK     |
| Ministre de l'Aviation civile | Chaudhary Ajit Singh            | Baghpat           |       | RLD     |
| Ministre du Charbon | Shriprakash Jaiswal             | Kanpur            |       | Congrès |
| Ministre du Commerce et de l'Industrie Ministre des Textiles | Anand Sharma                    | Rajasthan         |       | Congrès |
| Ministre des Communications et des Technologies de l'Information | Kapil Sibal                     | Chandni Chowk     |       | Congrès |
| Ministre du Développement des Ressources humaines (Éducation) | M. Mangapati Pallam Raju        | Kakinada          |       | Congrès |
| Ministre du Pétrole et du Gaz naturel | Veerappa Moily                  | Chikballapur      |       | Congrès |
| Ministre de la Culture | Chandresh Kumari Katoch         | Jodhpur           |       | Congrès |
| Ministre de la Défense | A. K. Antony                    | Kerala            |       | Congrès |
| Ministre du Développement rural | Jairam Ramesh                   | Andhra Pradesh    |       | Congrès |
| Ministre des Sciences de la Terre Ministre des Sciences et des Technologies | Jaipal Reddy                    | Chelvella         |       | Congrès |
| Ministre des Affaires extérieures | Salman Khurshid                 | Farrukhabad       |       | Congrès |
| Ministre des Finances | Palaniappan Chidambaram         | Sivaganga         |       | Congrès |
| Ministre de la Santé et de la Famille | Ghulam Nabi Azad                | Jammu and Kashmir |       | Congrès |
| Ministre des Industries lourdes et des Entreprises publiques | Praful Patel                    | Bhandara-Gondiya  |       | NCP     |
| Ministre de l'Intérieur | Sushil Kumar Sambhajirao Shinde | Solapur           |       | Congrès |
| Ministre du Travail et de l'Emploi | Mallikarjun Kharge              | Gulbarga          |       | Congrès |
| Ministre de la Loi et de la Justice | Ashwani Kumar                   | Punjab            |       | Congrès |
| Ministre des Affaires minoritaires | K. Rahman Khan                  | Karnataka         |       | Congrès |
| Ministre des Énergies nouvelles et renouvelables | Farooq Abdullah                 | Srinagar          |       | JKNC    |
| Ministre des Affaires des Indiens d'outremer | Vayalar Ravi                    | Kerala            |       | Congrès |
| Ministre du Panchayati raj Ministre des Affaires tribales | Kishore Chandra Deo             | Araku             |       | Congrès |
| Ministre des Ressources en Eau | Harish Rawat                    | Hardwar           |       | Congrès |
| Ministre des Affaires parlementaires Ministre du Développement urbain | Kamal Nath                      | Chhindwara        |       | Congrès |
| Ministre des Chemins de Fer | Pawan Kumar Bansal              | Chandigarh        |       | Congrès |
| Ministre des Transports routiers et des Routes | C. P. Joshi                     | Bhilwara          |       | Congrès |
| Ministre de la Navigation | G. K. Vasan                     | Tamil Nadu        |       | Congrès |
| Ministre de la Justice social et de l'Empowerment | Kumari Selja                    | Ambala            |       | Congrès |
| Ministre de l'Acier | Beni Prasad Verma               | Gonda             |       | Congrès |
| Ministre des Mines | Dinsha J. Patel                 | Kheda             |       | Congrès |
| Ministre du Logement et du Développement urbain | Ajay Maken                      | New Delhi         |       | Congrès |

### Ministres d'État (responsabilité indépendante)
| N° | Nom               | Portefeuille                                                                                                | Âge | Chambre     | État (circonscription)   |
| -- | ----------------- | --- | --- | ----------- | ------------------------ |
| 1  | Jairam Ramesh     | Ministre d'État du Ministère de l'Environnement et des Forêts                                               | 56  | Rajya Sabha | Andhra Pradesh           |
| 2  | Dinsha Patel      | Ministre d'État du Ministère des Mines                                                                      | 73  | Lok Sabha   | Gujarat (Kaira)          |
| 3  | Krishna Tirath    | Ministre d'État du Ministère des Femmes et des Enfants                                                      | 55  | Lok Sabha   | Delhi (North West Delhi) |
| 4  | K. V. Thomas      | Ministre d'État du Ministère des Affaires de Consommation, de l'Alimentation et de la Distribution publique | 64  | Lok Sabha   | Kerala (Ernakulam)       |
| 5  | Ajay Maken        | Ministre de la Jeunesse et des Sports                                                                       | 47  | Lok Sabha   | Delhi                    |
| 6  | Beni Prasad Verma | Ministre de l'Acier                                                                                         | 69  | Lok Sabha   | Uttar Pradesh (Gonda)    |